# Heilige-Familiekerk (Brunssum)
De Heilige-Familiekerk is een kerkgebouw in de buurt Langenberg in Brunssum in de Nederlandse provincie Limburg. De kerk staat aan een rotonde aan de Akerstraat.
De kerk is gewijd aan de Heilige Familie.

## Geschiedenis
Op 15 april 1951 werd de eerste steen gelegd van de nieuwe kerk naar het ontwerp van Alphons Boosten.
Op 3 mei 1952 werd de kerk ingezegend en op 22 juni geconsecreerd.

## Opbouw
Het georiënteerde bakstenen gebouw is een kruiskerk en bestaat uit een driebeukig schip met vier traveeën in pseudobasilicale opstand, een verhoogd koor en naast het koor twee dwarsbeuken. Het gebouw is voorzien van rondboogvensters. Op het schip ligt een geknikt zadeldak.